# 回:Walpurgis Night
《回:Walpurgis Night》(회:발푸르기스 나이트)는 대한민국의 걸 그룹 여자친구의 세 번째 정규 음반이다. 타이틀 곡은 〈MAGO〉(마고)로, 2020년 11월 9일에 발매되었다.

## 구성
전 음반 《回:Song of the Sirens》 이후로 4개월 만에 대한민국에서 발매되는 음반으로, ‘回(회) 시리즈’의 세 번째이자 마지막 음반이다. 《回:LABYRINTH》가 선택해야 하는 순간에 흔들리는 모습을, 《回:Song of the Sirens》가 이미 무엇인가를 선택하였지만 선택하지 않았던 것에 유혹되는 모습을 다루었다면, 이 음반은 선택과 유혹을 거친 끝에 자신이 원하는 것을 깨달아 자신감을 얻고, 자신의 욕망에 솔직하고 운명을 스스로 선택할 줄 알며, 나아가 같은 길을 걷는 타인을 지지할 줄 아는 모습을 다루었다. My Room, My Way, My Girls의 세 가지 버전으로 발매되었다.
타이틀 곡 〈MAGO〉는 1980년대의 디스코를 2020년대의 여자친구 식으로 재해석한 곡으로, 일과 우정 모두를 중시하고, 스스로의 욕망에 솔직하며, 타인의 말과 생각에 휘둘리지 않고 당당하게 자신의 삶을 사는 여성상을 ‘현대적 마녀’라는 상징으로 제시한다. 여자친구는 겨울이 가고 새로운 봄이 옴을 기념하는 마녀들의 축제인 발푸르기스의 밤을 차용하여 자신들을 ‘봄을 오게 하는 자신감 있는 마녀’로 표현하면서, 후렴에서 ‘MAGO MAGO’라는 가사를 통하여 자신들이 타인에 휘둘리지 않는 마녀임을 선언한다. 마녀의 상징은 가사나 안무 등에 녹아들어 있는데, 유주가 작사한 ‘잔을 들어 봐’ 등의 가사는 마녀들의 축제와 어울리고, 후렴에서 손을 회전하는 안무는 마녀가 주문을 외우는 것을 연상시킨다. 제목에 쓰인 단어 ‘mago’는 한국 신화의 여신 마고를 뜻하기도 하고, 스페인어로 ‘마법사’를 뜻하기도 한다.
이 음반에는 여자친구의 데뷔 이래 처음으로 유닛 곡이 수록되었으며, 각 곡에는 그 곡을 부른 멤버들이 아이디어 구상과 작사, 작곡 등에 참여하였다. 5번 트랙 〈Secret Diary〉는 예린과 신비의 곡으로, 연습생 시절부터 회상하면서 구상한 우정 이야기를 가사에 담았다. 6번 트랙 〈Better Me〉는 소원과 엄지의 곡으로, 둘은 가사 작업을 하며 서로의 공통점을 찾다가 데뷔 초에 자신만의 색을 찾지 못한다고 느꼈던 점에 착안하여, 누구에게나 자신의 색을 찾는 시기는 있다는 위로의 메시지를 꽃에 비유하여 다루었다. 스페인어 가사는 엄지가 멜로디와 어울리게 썼다. 7번 트랙 〈Night Drive〉는 은하와 유주의 곡으로, 역시 위로의 메시지를 표현하였다. 1절은 은하가, 2절은 유주가 작사하였고, 생각이 많아 마음이 답답한 상황을 막힌 고속도로에 비유한 가사도 유주의 것이다.
8번 트랙 〈Apple〉, 9번 트랙 〈교차로 (Crossroads)〉, 10번 트랙 〈Labyrinth〉는 回 시리즈의 곡들을 발매된 역순으로 재수록하였다. 11번 트랙 〈앞면의 뒷면의 뒷면〉은 항상 앞으로 나아갈 것이라고 약속하는 희망찬 곡으로, 《엑스포츠뉴스》는 “여자친구가 보여준 방향성과 메시지”를 집약적으로 표현한 곡이라고 평가하였다. 기타리스트 적재가 참여하였다.

## 발매 과정
2020년 10월 12일 자정, 빅히트 엔터테인먼트의 팬 커뮤니티 플랫폼인 위버스를 통하여 새 음반 《回:Walpurgis Night》의 발매 소식이 전해졌고, 곧 그것이 여자친구의 세 번째 정규 음반임이 보도되었다. 이어 10월 24일에 서류철 모양을 한 컴백 타임테이블이 ‘컴백 체크리스트’라는 이름으로 공개되었다.
10월 26일에 〈MAGO〉를 타이틀 곡으로 세운 11곡의 트랙 리스트가 공개되었다. 10월 31일에는 여자친구의 첫 유닛 곡인 〈Secret Diary〉, 〈Better Me〉, 〈Night Drive〉가 온라인 콘서트 《GFRIEND C:ON》에서, 〈MAGO〉의 일부가 JTBC 《아는 형님》에서 최초로 공개되었다. 이어 11월 4일에는 콘셉트 사진 촬영장을 배경으로 한 하이라이트 메들리 영상이, 11월 6일과 8일에는 타이틀 곡 〈MAGO〉의 뮤직 비디오 티저가 빅히트 레이블 유튜브 채널에 올라왔다.
콘셉트 사진은 세 가지로 나뉘어 10월 27일부터 사흘 연속으로 공개되었다. My Way 버전의 첫 번째 사진은 정장 차림으로 근무하는 멤버들의 모습을 도회적 배경으로 담았다. My Room 버전의 두 번째 사진은 멤버 각자의 욕망을 서로 다른 방식으로 다채롭게 표현하였다. 특별히 My Room 버전의 사진은 같은 날 오후 9시에 움직이는 그림으로도 공개되었다. My Girls 버전의 세 번째 사진은 멤버들이 모여 즐거운 시간을 보내는 모습을 다루었으며, 멤버들은 자신이 고른 영단어가 적힌 액자를 들고 다양한 자세를 취하기도 하였다.
11월 4일, 재킷 촬영 스케치를 배경으로 타이틀곡 'MAGO(마고)'를 포함한 전곡을 일부 공개한 하이라이트 메들리 영상이 공개되었다. 이어 11월 6일과 9일 뮤직 비디오 티저 영상이 공개되었다.
11월 9일 오후 6시, 앨범이 발매되었다.

## 평가
위버스 매거진의 오민지는 여자친구가 《回:Walpurgis Night》에서 고전 비틀기의 일환으로 부정적으로 여겨지던 마녀라는 기호를 전복하고 “자신을 드러내는 ‘주체적인 여성상’”이라는 새로운 의미를 부여함으로써, 단순히 사랑하는 연인이나 친구를 향하여 노래하던 모습이 아닌 입체적인 여성의 모습을 제시하였다고 평가하였다. 그는 욕망을 자유롭게 표현하는 My Room 버전의 콘셉트 사진, 외부에서 여자친구를 규정하던 단어들의 용법을 전복하여 스스로를 규정하는 My Girls 버전의 콘셉트 사진, 〈MAGO〉와 〈앞면의 뒷면의 뒷면〉 등의 가사가 이를 뒷받침한다고 하였다.
이즘의 황선업은 《回:Walpurgis Night》에서 이전의 여자친구에게는 없었던 은유나 세계관이 중심이 된 〈MAGO〉, 〈Apple〉, 〈교차로〉, 〈Labyrinth〉와 일상성을 다룬 그 밖의 곡들의 충돌, 여자친구의 기존의 음악성을 유지한 〈교차로〉와 다양한 팝 장르를 시도한 그 밖의 곡들의 충돌 등 두 개의 충돌이 느껴진다고 썼다. 그는 개별 곡들은 음악성이 있고 여자친구 멤버들의 역량에 힘입어 잘 만들어졌지만, 여자친구의 기존 개성이 빅히트 엔터테인먼트의 색채에 가려지지는 않았는지를 지적하였다.
빌보드는 〈MAGO〉가 신스와 반복적인 비트, 신나는 분위기 등의 요소가 집약되어 디스코를 완성도 있게 재현하였으며, 음반 전체로 볼 때에도 잘 어울리는 곡이라고 평가하였다. 또한 백마 탄 왕자가 아닌 거울에 비친 자신의 상을 사랑하는 가사로써 자신감 넘치는 여성에 대한 사회의 인식을 재치 있게 풍자하였다고 보았다.

## 수록곡
| #            | 제목                          | 작사·작곡 | 프로듀싱               | 재생 시간 |
| ------------ | ----------------------------- | --- | ---------------------- | --------- |
| 1.           | 〈MAGO〉                      | FRANTS, 방시혁, Kyler Niko, Paulina Cerrilla, 은하, 조윤경, 유주, Alice Vicious, Cazzi Opeia, Ellen Berg, JADED JANE, Noisy Citizen, Justin Reinstein, JJean, 엄지 | FRANTS                 | 3:19      |
| 2.           | 〈Love Spell〉                | FRANTS, Maria Marcus, 방시혁, 미성, ZNEE | FRANTS                 | 3:08      |
| 3.           | 〈Three Of Cups〉             | 노주환, 이원종, 김정우, Mayu Wakisaka | 노주환, 이원종         | 3:29      |
| 4.           | 〈GRWM〉                      | 손영진, 예아나이스, Ferdy, JayJay | MosPick                | 3:30      |
| 5.           | 〈Secret Diary〉 (예린, 신비) | 노주환, 웅킴, Andreas Oberg, Simon Petren, 예린, 신비 | 노주환                 | 3:14      |
| 6.           | 〈Better Me〉 (소원, 엄지)    | SCORE, MEGATONE, LUKE, 엄지, 소원 | 13                     | 3:01      |
| 7.           | 〈Night Drive〉 (은하, 유주)  | 노주환, 유주, 은하 | 노주환                 | 3:27      |
| 8.           | 〈Apple〉                     | FRANTS, Pdogg, 방시혁, 황현, 은하, Hannah Robinson, Richard Phillips, Alex Nese, Chendy, 유주, 노주환, 김진, 구여름, 이스란                                        | FRANTS, Pdogg, 방시혁  | 3:27      |
| 9.           | 〈교차로 (Crossroads)〉       | 노주환, 이원종 | 노주환, 이원종         | 3:22      |
| 10.          | 〈Labyrinth〉                 | 노주환, 방시혁, 이원종, 김정우, FRANTS, Sophia Pae, Carlos K., ADORA, 조윤경, 김연서                                                                               | 노주환, 방시혁, 이원종 | 3:21      |
| 11.          | 〈앞면의 뒷면의 뒷면〉        | 황현, Mayu Wakisaka | 황현                   | 3:48      |
| 총 재생 시간 | 총 재생 시간                  | 총 재생 시간 | 총 재생 시간           | 37:06     |

1. 1 2  작곡에만 참여.

## 차트
| 차트 (2020)                 | 최고 순위 |
| --------------------------- | --------- |
| 대한민국 (가온 차트 ‘주간’) | 3         |
| 대한민국 (가온 차트 ‘월간’) | 19        |

## 수상
| 프로그램                 | 날짜             |
| ------------------------ | ---------------- |
| SBS MTV 《더 쇼 시즌 5》 | 2020년 11월 17일 |
| MBC MUSIC 《쇼 챔피언》  | 2020년 11월 18일 |